# 105 Artemis
A 105 Artemis a Naprendszer kisbolygóövében található aszteroida. James Craig Watson fedezte fel 1868. szeptember 16-án.